# Metafroneta sinuosa
Metafroneta sinuosa är en spindelart som beskrevs av A. David Blest 1979. Metafroneta sinuosa ingår i släktet Metafroneta och familjen täckvävarspindlar. Inga underarter finns listade i Catalogue of Life.